# Friedland (Niederlausitz)
 For alternative betydninger, se Friedland. (Se også artikler, som begynder med Friedland)
Friedland er en by i landkreis Oder-Spree i den tyske delstat Brandenburg.